# Recreio Ideal
O Recreio Ideal foi a primeira sala de exibição cinematográfica permanente da cidade de Porto Alegre, localizada, ao longo dos anos, em diferentes endereços na Rua dos Andradas, no Centro da capital gaúcha. O cinematógrafo, quando inaugurado, teve pré-estreia fechada em 20 de maio de 1908, e foi aberto no dia seguinte, 21 de maio, para o público geral. Contava com um funcionamento diário, com sessões de maioria noturnas, curtas e sucessivas, seguindo um sistema que já vinha sendo bem recebido em cidades como o Rio de Janeiro, com salas como o Salão de Novidades Paris e o Cine Pathé.

## História
A Rua dos Andradas, também comumente conhecida como Rua da Praia pela sua proximidade na época com o então Canal dos Navegantes, foi e é um importante local para a cidade de Porto Alegre desde sua fundação. Foram desenvolvidas nessa área central comércios e atividades das mais variadas naturezas ao longo dos séculos, sendo assim também um local de intenso movimento, abrigo de atividades comerciais e de lazer (pag. 77). Nesse contexto, ocorreu na Rua dos Andradas a primeira exibição de um cinematógrafo em Porto Alegre em 4 de novembro de 1896. Francisco de Paola e Dewison foram os responsáveis pela apresentação das "vistas animadas" O Bosque de Boulogne, A Dança Serpentina e Chegada de Trem a Lyon. A partir dessa data, as projecões do cinematógrafo de exibidores itinerantes se tornou comum em locais como cafés, teatros, ou salas temporárias nessa região central da capital gaúcha, perdurando por mais de dez anos nesse sistema.

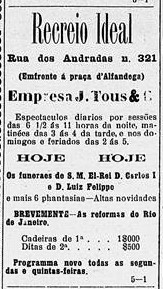
Anúncio de sessões no Recreio Ideal no Jornal A Federação de 22 de maio de 1908, dias após sua abertura.

No entanto, em 20 de maio de 1908 a empresa José Tous & C. abriu o Recreio Ideal, no endereço 321, com a proposta de criar uma sala permanente de projeção de vistas, e o novo sistema que já fazia sucesso em outras cidades adaptou-se com o público gaúcho. O artista Alfredo Tubino ficou encarregado da cenografia do local, tendo como experiência trabalhos como ornamentação das ruas da cidade para a comemoração do dia da Proclamação da República e pela pintura dos panos de boca do Theatro São Pedro.

A ideia de instalar um cinematógrafo permanente e um local específico construído para a atividade em Porto Alegre pode ter ocorrido à José Tous, segundo Alice Trusz Dubina, pois o empresário poderia ser o mesmo José Tours que vinha envolvido em atividades cinematográficas no Rio de Janeiro, sendo o sobrenome "Tous" um possível erro de escrita do jornal anunciante do Recreio Ideal:
Considerando-se que na época era muito comum que impressos grafassem de forma distinta e inclusive equivocada os nomes próprios, seria perfeitamente possível que José Tous fosse o mesmo José Tours referido por Vicente de Paula Araújo como o exibidor que explorou o Auto-Tours no Rio de Janeiro em 1907. Em caso de uma futura comprovação de que José Tours e José Tous tenham sido a mesma pessoa, se saberia que o primeiro cinematógrafo permanente local foi aberto por um experiente exibidor cinematográfico vindo do Rio de Janeiro, o qual, após fazer sucesso naquela cidade com diversos espetáculos de projeções, decidiu estabelecer um negócio fixo em Porto Alegre. Ele deveria saber que a exibição itinerante estava com os dias contados e que havia cidades como a capital gaúcha que já concentravam um grande público apreciador do cinematógrafo, embora não dispusessem de salas permanentes especializadas em projeções, como havia no Rio de Janeiro. Talvez ele nem tivesse este objetivo, pois, após um mês de funcionamento, vendeu o negócio para outro exibidor e partiu para o Rio de Janeiro, dado que contribui para reforçar a hipótese acima, além do fato de ter exibido vistas documentais sobre as transformações urbanas da Capital Federal.
Apesar de não comprovada essa curiosidade e a identidade de José Tous e José Tours como a mesma pessoa, seria uma possível explicação para a abertura do cinematógrafo na Rua dos Andradas seguindo o sistema de salas de exibição fixas que crescia no Rio de Janeiro.
Como afirma Dubina (pag. 325), a José Tous & C. vendeu o estabelecimento para a Bartolô & C., empresa previamente conhecida na cidade pelas exibições cinematográficas que aconteceram no teatro Polythema (junho) e Theatro São Pedro (junho e novembro) no ano anterior. No período em que a empresa coordenou o Recreio Ideal, obtinham o direito estadual dos filmes da Pathé Frères, principal empresa cinematográfica do período.
Após esse período, o estabelecimento passou para as mãos em agosto de 1909 dos irmãos Eduardo e Francisco Hirtz.
Em 18 de abril de 1931, o espaço que o cinema Recreio Ideal se estabeleceu na Rua dos Andradas, frente à Praça da Alfândega, deu lugar ao famoso prédio do Cinema Imperial.